# Хосе Рівера Мартінес
Хосе даніель Рівера Мартінес (ісп. José Daniel Rivera Martínez; нар. 8 травня 1997, Тарапото) — перуанський футболіст, нападник клубу «Універсітаріо де Депортес» та національної збірної Перу. Виступав також за клуби «Уніон Комерсіо» та «Куско». Дворазовий чемпіон Перу.

## Клубна кар'єра
Хосе Рівера Мартінес народився 1997 року в місті Тарапото, та є вихованцем футбольної школи клубу «Уніон Комерсіо». У 2016 році Рівера Мартінес був переведений до основної команди того ж клубу, в якій грав до 2019 року, взявши участь у 87 матчах чемпіонату. У 2020 році футболіст перейшов до команди «Куско», у складі якої грав до кінця 2021 року. Протягом 2022 року Рівера Мартінес захищав кольори клубу «Карлос Мануччі». З 2023 року футболіст грає у складі клубу «Універсітаріо де Депортес». У складі команди став дворазовим чемпіоном Перу.

## Виступи за збірні
Протягом 2019—2020 років Хосе Рівера залучався до складу молодіжної збірної Перу. На молодіжному рівні зіграв у 3 офіційних матчах.
У 2022 році Рівера Мартінес дебютував у складі національної збірної Перу. У складі збірної був учасником розіграшу Кубка Америки 2024 року у США. Станом на листопад 2024 року зіграв у складі національної збірної 4 матчі, в яких забитими м'ячами не відзначився.

## Титули і досягнення
- Чемпіон Перу (2):

«Універсітаріо де Депортес»: 2023, 2024